# Formel 1-VM 2002
Formel 1-VM 2002 hade 17 deltävlingar som kördes under perioden 3 mars-13 oktober. Förarmästerskapet vanns av tysken Michael Schumacher och konstruktörsmästerskapet av Ferrari. Schumacher säkrade titeln efter att ha vunnit Frankrikes Grand Prix vilket endast var den elfte deltävlingen under säsongen.
Säsongen blev den sista för OrangeArrows som efter Tysklands Grand Prix gick i konkurs.

## Vinnare
- Förare:  Michael Schumacher, Tyskland, Ferrari
- Konstruktör:  Ferrari, Italien

## Grand Prix-kalender
| Grand Prix                 | Datum        | Bana              | Vinnande förare    | Vinnande tillverkare |   |
| -------------------------- | ------------ | ----------------- | ------------------ | -------------------- | - |
| Australiens Grand Prix     | 3 mars       | Albert Park       | Michael Schumacher | Ferrari              | * |
| Malaysias Grand Prix       | 17 mars      | Sepang            | Ralf Schumacher    | Williams-BMW         | * |
| Brasiliens Grand Prix      | 31 mars      | Interlagos        | Michael Schumacher | Ferrari              | * |
| San Marinos Grand Prix     | 14 april     | Imola             | Michael Schumacher | Ferrari              | * |
| Spaniens Grand Prix        | 28 april     | Catalunya         | Michael Schumacher | Ferrari              | * |
| Österrikes Grand Prix      | 12 maj       | A1-Ring           | Michael Schumacher | Ferrari              | * |
| Monacos Grand Prix         | 26 maj       | Monte Carlo       | David Coulthard    | McLaren-Mercedes     | * |
| Kanadas Grand Prix         | 9 juni       | Montréal          | Michael Schumacher | Ferrari              | * |
| Europas Grand Prix         | 23 juni      | Nürburgring       | Rubens Barrichello | Ferrari              | * |
| Storbritanniens Grand Prix | 7 juli       | Silverstone       | Michael Schumacher | Ferrari              | * |
| Frankrikes Grand Prix      | 21 juli      | Magny-Cours       | Michael Schumacher | Ferrari              | * |
| Tysklands Grand Prix       | 28 juli      | Hockenheimring    | Michael Schumacher | Ferrari              | * |
| Ungerns Grand Prix         | 18 augusti   | Hungaroring       | Rubens Barrichello | Ferrari              | * |
| Belgiens Grand Prix        | 1 september  | Spa-Francorchamps | Michael Schumacher | Ferrari              | * |
| Italiens Grand Prix        | 15 september | Monza             | Rubens Barrichello | Ferrari              | * |
| USA:s Grand Prix           | 29 september | Indianapolis      | Rubens Barrichello | Ferrari              | * |
| Japans Grand Prix          | 13 oktober   | Suzuka            | Michael Schumacher | Ferrari              | * |

## Team och förare
| Stall/Tillverkare | Nummer | Förare                           |
| ----------------- | ------ | -------------------------------- |
| Arrows-Cosworth   | 20     | Heinz-Harald Frentzen, Tyskland  |
| Arrows-Cosworth   | 21     | Enrique Bernoldi, Brasilien      |
| BAR-Honda         | 11     | Jacques Villeneuve, Kanada       |
| BAR-Honda         | 12     | Olivier Panis, Frankrike         |
| Ferrari           | 1      | Michael Schumacher, Tyskland     |
| Ferrari           | 2      | Rubens Barrichello, Brasilien    |
| Jaguar-Cosworth   | 16     | Eddie Irvine, Storbritannien     |
| Jaguar-Cosworth   | 17     | Pedro de la Rosa, Spanien        |
| Jordan-Honda      | 9      | Giancarlo Fisichella, Italien    |
| Jordan-Honda      | 10     | Takuma Sato, Japan               |
| McLaren-Mercedes  | 3      | David Coulthard, Skottland       |
| McLaren-Mercedes  | 4      | Kimi Räikkönen, Finland          |
| Minardi-Asiatech  | 22     | Alex Yoong, Malaysia             |
| Minardi-Asiatech  | 22     | Anthony Davidson, Storbritannien |
| Minardi-Asiatech  | 23     | Mark Webber, Australien          |
| Renault           | 14     | Jarno Trulli, Italien            |
| Renault           | 15     | Jenson Button, Storbritannien    |
| Sauber-Petronas   | 7      | Nick Heidfeld, Tyskland          |
| Sauber-Petronas   | 8      | Felipe Massa, Brasilien          |
| Toyota            | 24     | Mika Salo, Finland               |
| Toyota            | 25     | Allan McNish, Storbritannien     |
| Williams-BMW      | 5      | Ralf Schumacher, Tyskland        |
| Williams-BMW      | 6      | Juan Pablo Montoya, Colombia     |

## Slutställning

### Förare

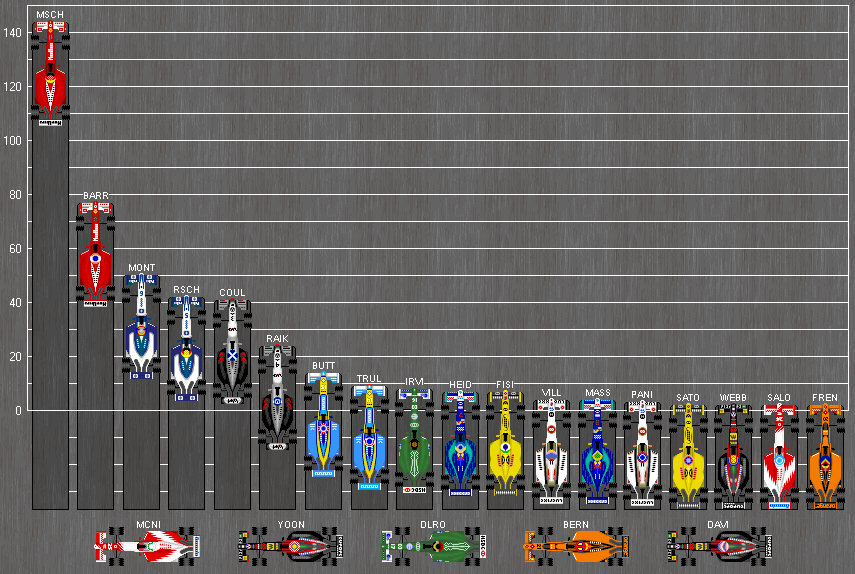
Slutställningen i bild.

| Placering | Förare                | Konstruktör      | Poäng |
| --------- | --------------------- | ---------------- | ----- |
| 1         | Michael Schumacher    | Ferrari          | 144   |
| 2         | Rubens Barrichello    | Ferrari          | 77    |
| 3         | Juan Pablo Montoya    | Williams-BMW     | 50    |
| 4         | Ralf Schumacher       | Williams-BMW     | 42    |
| 5         | David Coulthard       | McLaren-Mercedes | 41    |
| 6         | Kimi Räikkönen        | McLaren-Mercedes | 24    |
| 7         | Jenson Button         | Renault          | 14    |
| 8         | Jarno Trulli          | Renault          | 9     |
| 9         | Eddie Irvine          | Jaguar-Cosworth  | 8     |
| 10        | Nick Heidfeld         | Sauber-Petronas  | 7     |
| =         | Giancarlo Fisichella  | Jordan-Honda     | 7     |
| 12        | Jacques Villeneuve    | BAR-Honda        | 4     |
| =         | Felipe Massa          | Sauber-Petronas  | 4     |
| 14        | Olivier Panis         | BAR-Honda        | 3     |
| 15        | Takuma Sato           | Jordan-Honda     | 2     |
| =         | Mark Webber           | Minardi-Asiatech | 2     |
| =         | Mika Salo             | Toyota           | 2     |
| =         | Heinz-Harald Frentzen | Arrows-Cosworth  | 2     |

### Konstruktörer
| Placering | Konstruktör      | Poäng |
| --------- | ---------------- | ----- |
| 1         | Ferrari          | 221   |
| 2         | Williams-BMW     | 92    |
| 3         | McLaren-Mercedes | 65    |
| 4         | Renault          | 23    |
| 5         | Sauber-Petronas  | 11    |
| 6         | Jordan-Honda     | 9     |
| 7         | Jaguar-Cosworth  | 8     |
| 8         | BAR-Honda        | 7     |
| 9         | Minardi-Asiatech | 2     |
| =         | Toyota           | 2     |
| =         | Arrows-Cosworth  | 2     |